# Sävsjöström
Sävsjöström är ett småort i Lenhovda socken i Uppvidinge kommun, Kronobergs län belägen vid sjön Alsterns nordöstra strand.

## Historia
Sävsjöström har historiskt varit bruksort och järnvägsknut där Nybro-Sävsjöströms Järnväg, Sävsjöström–Nässjö Järnväg och Östra Värends Järnväg förenades. Efter att järnhanteringen helt nedlagts i början av 1900-talet dominerades ortens näringsliv av massaindustrin. Denna avvecklades 1955. Sågverket i samhället flyttades från Kolviken vid Alstersjön ner till det så kallade Skahus längs med Alsterån under senare hälften av femtiotalet. Tågtrafiken genom Sävsjöström upphörde helt 1985 då sträckan Nybro – Åseda lades ner.

### Befolkningsutveckling
| Befolkningsutvecklingen i Sävsjöström 1960–2015 | Befolkningsutvecklingen i Sävsjöström 1960–2015 | Befolkningsutvecklingen i Sävsjöström 1960–2015 | Befolkningsutvecklingen i Sävsjöström 1960–2015 | Befolkningsutvecklingen i Sävsjöström 1960–2015 |
| ----------------------------------------------- | ----------------------------------------------- | ----------------------------------------------- | ----------------------------------------------- | ----------------------------------------------- |
|                                                 |                                                 |                                                 |                                                 |                                                 |
| År                                              |                                                 |                                                 | Folkmängd                                       | Areal (ha)                                      |
| 1960                                            | 1960                                            |                                                 | 300                                             |                                                 |
| 1965                                            | 1965                                            |                                                 | 267                                             |                                                 |
| 1970                                            | 1970                                            |                                                 | 241                                             |                                                 |
| 1975                                            | 1975                                            |                                                 | 205                                             |                                                 |
| 1990                                            | 1990                                            |                                                 | 147                                             | 22#                                             |
| 1995                                            | 1995                                            |                                                 | 138                                             | 54#                                             |
| 2000                                            | 2000                                            |                                                 | 146                                             | 52#                                             |
| 2005                                            | 2005                                            |                                                 | 139                                             | 52#                                             |
| 2010                                            | 2010                                            |                                                 | 132                                             | 43#                                             |
| 2015                                            | 2015                                            |                                                 | 119                                             | 32#                                             |
| Anm.: Upphörde som tätort 1980. # Som småort.   |                                                 |                                                 |                                                 |                                                 |

## Idrott
Idrottsplatsen i samhället heter Alstervallen. Den har varit hemmaplan för Sävsjöströms idrottsförening. Dock har fotbollen legat nere sedan början av 1980-talet vilket har medfört att naturläktaren och kolstybbsbanorna vuxit igen. Fotbollsplanen används dock sporadiskt.